# Квадрат (фильм, 2017)
«Квадрат» (англ. The Square) — сатирическая чёрная комедия 2017 года, поставленная режиссёром Рубеном Эстлундом по собственному сценарию. В фильме снялись Клас Банг, Элизабет Мосс, Доминик Уэст и Терри Нотари.
Съемки фильма проходили в Гётеборге, Стокгольме и Берлине, шведскими производственными компаниями при совместной поддержке Германии, Франции и Дании. Сюжет был частично вдохновлен инсталляцией, которую сделали Эстлунд и продюсер Калле Боман. Эстлунд также вдохновился нашумевшим инцидентом с Олегом Куликом, пародию на которого сыграл Нотари, имеющий опыт в подражании обезьянам.
Фильм удостоен «Золотой пальмовой ветви» 70-го Каннского кинофестиваля и номинирован на премию «Оскар» за лучший фильм на иностранном языке на 90-й церемонии вручения премии «Оскар».

## Сюжет
Кристиан — куратор художественного музея X-Royal в Стокгольме, в прошлом — Королевском дворце. Он берёт интервью у журналистки Анны, пытаясь объяснить ей музейный порядок. Позже Кристиана втягивают в стычку на пешеходной улице, после чего он замечает, что его смартфон, бумажник и запонки пропали. Кристиану удается отследить местоположение телефона на компьютере, и он вместе со своим помощником Майклом направляется к большому жилому дому.
Они пишут анонимное письмо с угрозами и требованием вернуть телефон и бумажник, оставив их в ближайший 7-Eleven. В тот же вечер Кристиан бросает копию письма в почтовый ящик каждой квартиры. Через несколько дней в магазин приходит посылка, в которой находятся телефон и совершенно нетронутый бумажник.
В состоянии эйфории после успеха своего плана Кристиан отправляется на вечеринку, где снова встречает Анну, а затем оказывается в её квартире. После секса Анна предлагает ему выбросить использованный презерватив, но он упорно отказывается отдать его ей. Они ссорятся, так как она считает, что он не доверяет ей. Несколько дней спустя Анна встречает Кристиана в музее и заявляет, что ищет нечто большее, чем случайный секс. Она спрашивает его, чувствует ли он то же самое, но Кристиан уклоняется от ответа. Когда позже Анна пытается позвонить ему, он не берет трубку.
На следующий день после получения посылки Кристиану сообщают, что в 7-Eleven для него пришла вторая посылка. С подозрением он посылает Майкла за ней. В магазине Майкл сталкивается с молодым арабским мальчиком, который заявляет, что его родители считают его вором из-за письма, и требует, чтобы Кристиан извинился перед ним и его семьей. В противном случае мальчик угрожает устроить для него «хаос».
Позже мальчик приходит домой к Кристиану и сталкивается с ним на лестнице вместе с двумя его маленькими дочерьми. Кристиан пытается прогнать его, но мальчик начинает стучать в двери и кричать о помощи. В порыве гнева Кристиан сталкивает мальчика с лестницы, но никто не приходит ему на помощь. Опечаленный, Кристиан отчаянно ищет в мусоре возле дома записку с номером телефона мальчика. Найдя его и безуспешно пытаясь дозвониться, Кристиан записывает извинительное видеосообщение.
В разгар этих хлопот Кристиану приходится заниматься продвижением новой выставки, в центре которой находится произведение искусства под названием «Квадрат» Лолы Ариас, о котором говорится в декларации художника: «Квадрат — это святилище доверия и заботы. В нём мы все имеем равные права и обязанности».
Рекламное агентство, которому музей поручил продвижение «Квадрата», заявляет, что им необходимо привлечь внимание социальных сетей чем-то иным, чем не вызывающим споров и обыденным высказыванием художника. Представители рекламного агентства считают, что изображение насилия противоречит посланию «Квадрата», и разрабатывают рекламный ролик, в котором показана бедная белая девочка-блондинка, входящая в «Квадрат» и погибающая в результате взрыва. Ролик публикуется на сайте музея и на канале YouTube после того, как рассеянный Кристиан даёт свое согласие, не просмотрев его.
Ролик стал вирусным, быстро набрал 300 000 просмотров на YouTube, но получил крайне враждебную реакцию со стороны СМИ, религиозных лидеров и широкой общественности. Музей организует пресс-конференцию, на которой Кристиан заявляет, что нарушил протокол и уходит с поста куратора по обоюдному согласию с советом директоров. Несколько журналистов нападают на него за разжигание дешёвой полемики с помощью безвкусного клипа, а другие обвиняют его в самоцензуре из-за его отставки.
Чувствуя вину за то, что обидел мальчика, Кристиан через несколько дней приезжает в многоквартирный дом и пытается найти его и его семью. Кристиан разговаривает с соседом, который утверждает, что знал мальчика, но его семья переехала.

## В ролях
| Актёр                   | Роль                    |
| ----------------------- | ----------------------- |
| Клас Банг               | Кристиан                |
| Элизабет Мосс           | Энн                     |
| Доминик Вест            | Джулиан                 |
| Терри Нотари            | Олег Рогозин            |
| Кристофер Лессо         | Майкл                   |
| Лиза Стефенсон Энгстрём | дочь Кристиана          |
| Лилианна Мардон         | дочь Кристиана          |
| Марина Шиптенко         | Элна                    |
| Анника Лильеблад        | Соня                    |
| Элихандро Эдуард        | мальчик                 |
| Даниэль Хальберг        | темноволосый рекламщик  |
| Мартин Сёёдер           | светловолосый рекламщик |
| Никки Дар               | Никки                   |

## Съемочная группа
- Автор сценария — Рубен Эстлунд
- Режиссёр-постановщик — Рубен Эстлунд
- Продюсеры — Эрик Геммендорф, Филипп Бобер
- Оператор — Фредрик Вензел
- Монтаж — Якоб Секер Шульзингер
- Художник-постановщик — Йозефина Осберг
- Художник по костюмам — София Крунегард

## Производство
Сюжет для фильма был задуман, когда режиссёр Рубен Эстлунд и продюсер Калле Боман разместили инсталляцию в музей Vandalorum в Вернаму в 2014 году. В своем обращении к художникам они написали: «Квадрат — это святилище доверия и заботы. В нём мы все имеем равные права и обязанности». Работая над сценарием, Эстлунд посетил множество художественных галерей.
Начало фильма также было вдохновлено реальным случаем, когда в Гётеборге Эстлунд увидел, как женщина побежала к мужчине, говоря, что кто-то собирается её убить. Прибежал другой мужчина и закричал. Оказалось, что это была уловка, в ходе которой у Эстлунда украли мобильный телефон.
В одной из сцен мужчина с синдромом Туретта кричит на публичном мероприятии. Эстлунд сказал, что это было вдохновлено реальным инцидентом в одном из шведских театров и было изображено без страха обид, поскольку, по его словам, в его работах сатирически изображаются все люди. В другой сцене персонаж Олег Рогозин, артист, развлекает богатых покровителей музея, выступая в роли обезьяны. Эта сцена была вдохновлена реальным инцидентом с художником Олегом Куликом, который, выступая в образе собаки, напал на людей на одном из мероприятий в Стокгольме. Эстлунд рассматривал возможность создания персонажа по образцу Джи-Джи Аллина, но, решив, что это было бы слишком «экстремально», он вернулся к теме с имитацией животных. При создании сцены его концепция была следующей: «этот всемирно признанный артист притворяется диким зверем. Что произойдет, когда он войдет в комнату, полную людей в смокингах?». Среди других художников, пародируемых или упоминаемых в фильме, — Джулиан Шнабель и Карл Хаммуд.
Реально существующая аргентинская художница Лола Ариас не участвовала в создании заглавной работы фильма и публично осудила режиссёра Рубена Эстлунда за использование её имени без её согласия. Эстлунда опроверг это утверждение, заявив, что она согласилась на это и неправильно помнит их взаимодействие. Он предоставил доказательства правдивости своей истории в виде интервью, которое он взял у Лолы Ариас о создании «Квадрата».

## Отзывы
По состоянию на июнь 2020 года «Квадрат» имеет рейтинг одобрения 85 % на Rotten Tomatoes, основанный на 217 рецензиях, и среднюю оценку 7,51/10. Консенсус критиков на сайте гласит: «В „Квадрате“ сценарист-режиссёр Рубен Эстлунд как всегда амбициозен и представляет незабываемо необычную работу, чьи сложные темы приносят дивиденды, заставляющие задуматься». На Metacritic фильм получил 73 балла из 100 на основе 33 критических оценок, что означает «в целом благоприятные отзывы».
Оуэн Глейберман из Variety назвал фильм «изысканно безжалостным разгромом декаданса современного мира искусства», отметив, что изображенный музей движим жадностью, а фильм «более возмутительный, но менее эффективный, чем „Форс-мажоры“». Питер Брэдшоу дал фильму четыре звезды в The Guardian, оценив его как «размашистую и смелую сюрреалистическую сатиру». Тодд Маккарти в The Hollywood Reporter назвал фильм «безумно амбициозным и часто вызывающим беспокойство», предположив, что он, возможно, пытается включить в себя слишком много, но оказывает влияние.
Робби Коллин дал фильму четыре звезды в ревью для The Daily Telegraph, найдя первый час умным сатирическим, а последующие сцены — ужасными. Напротив, критик IndieWire Эрик Кон был разочарован чрезмерной увлеченностью фильмом и отсутствием структуры, назвав его «холстом Поллока из странных идей, брошенных на зрителя в поисках единого повествования, некоторые из которых держатся лучше других». Джованни Марчини Камия, написавший рецензию для Sight & Sound, утверждал, что фильм слишком затянут, но сцена ужина была «настоящим мастерством», из которой, по его мнению, могла бы получиться отличная короткометражка.

## Награды и номинации
| Список наград и номинаций                    | Список наград и номинаций | Список наград и номинаций                           | Список наград и номинаций | Список наград и номинаций | Список наград и номинаций |
| Кинопремия                                   | Дата церемонии            | Категория                                           | Номинант(ы)               | Результат                 | Источник                  |
| -------------------------------------------- | ------------------------- | --------------------------------------------------- | ------------------------- | ------------------------- | ------------------------- |
| Каннский международный кинофестиваль         | 17-28 мая 2017            | Золотая пальмовая ветвь                             | Рубен Эстлунд             | Победа                    | [ 5 ]                     |
| Каннский международный кинофестиваль         | 17-28 мая 2017            | Приз Vulcain Prize за лучшее техническое достижение | Йозефина Осберг           | Победа                    |                           |
| Премия Европейской киноакадемии              | 9 декабря 2017            | Лучшая европейская комедия                          |                           | Победа                    |                           |
| Премия Европейской киноакадемии              | 9 декабря 2017            | Лучший европейский фильм                            |                           | Победа                    |                           |
| Премия Европейской киноакадемии              | 9 декабря 2017            | Лучший европейский режиссёр                         | Рубен Эстлунд             | Победа                    |                           |
| Премия Европейской киноакадемии              | 9 декабря 2017            | Лучший европейский актёр                            | Клас Банг                 | Победа                    |                           |
| Премия Европейской киноакадемии              | 9 декабря 2017            | Лучший европейский сценарист                        | Рубен Эстлунд             | Победа                    |                           |
| Премия Европейской киноакадемии              | 9 декабря 2017            | Лучший европейский художник-постановщик             | Йозефина Осберг           | Победа                    |                           |
| Премия британского независимого кино         | 2017                      | Лучший международный независимый фильм              |                           | Номинация                 |                           |
| Премия Национального совета кинокритиков США | 2017                      | Пятёрка лучших фильмов на иностранном языке         |                           | Победа                    |                           |
| Премия «Оскар»                               | 2018                      | Лучший фильм на иностранном языке                   |                           | Номинация                 |                           |
| Премия «Золотой глобус»                      | 2018                      | Лучший фильм на иностранном языке                   |                           | Номинация                 |                           |
| Премия «Сатурн»                              | 2018                      | Лучший международный фильм                          |                           | Номинация                 |                           |
| Премия «Сезар»                               | 2018                      | Лучший иностранный фильм                            |                           | Номинация                 |                           |
| Премия «Гойя»                                | 2018                      | Лучший европейский фильм                            |                           | Победа                    |                           |
| Премия «Бодиль»                              | 2018                      | Лучший неамериканский фильм                         |                           | Победа                    |                           |
| Премия «Давид ди Донателло»                  | 2018                      | Лучший европейский фильм                            |                           | Победа                    |                           |
| Премия «Золотой жук»                         | 2018                      | Лучший фильм                                        |                           | Номинация                 |                           |
| Премия «Золотой жук»                         | 2018                      | Лучшая режиссура                                    | Рубен Эстлунд             | Победа                    |                           |
| Премия «Золотой жук»                         | 2018                      | Лучший актёр                                        | Клас Банг                 | Номинация                 |                           |
| Премия «Золотой жук»                         | 2018                      | Лучший сценарий                                     | Рубен Эстлунд             | Номинация                 |                           |
| Премия «Золотой жук»                         | 2018                      | Лучшая операторская работа                          | Фредрик Вензел            | Победа                    |                           |
| Премия «Золотой жук»                         | 2018                      | Лучшая работа художника-постановщика                | Йозефина Осберг           | Номинация                 |                           |
| Премия «Орлы»                                | 2018                      | Лучший европейский фильм                            |                           | Победа                    |                           |